# 石巻市立北上中学校
石巻市立北上中学校（いしのまきしりつ きたかみちゅうがっこう）は、宮城県石巻市北上町十三浜にある公立中学校。

## 概要
- 1989年に旧北上町の3つの中学校のうち、橋浦中学校と月浜中学校を統合して誕生したのが北上中学校である。その後2008年に相川中学校と統合し、旧北上町全域を学区となった[1]。

## 教育目標
- 進んで学習する生徒
- 思いやりのある生徒
- 健康でたくましい生徒

## 学区
- 石巻市立北上小学校学区[3]

## 沿革
- 1989年（平成元年）4月1日 - 北上町立橋浦中学校と北上町立月浜中学校が統合されて、北上町立北上中学校が開校[1]
- 2005年（平成17年）4月1日 - 市町合併により、石巻市立北上中学校に改称
- 2008年（平成20年）4月1日 - 石巻市立相川中学校と統合[4]